# 圣若望二十三世堂 (贝加莫)
圣若望二十三世堂（英語：San Giovanni XXIII）是一座现代风格的罗马天主教教堂，附属于意大利伦巴第大区贝加莫新建的若望二十三世医院。该堂由建筑师艾美利克·祖布莱纳、皮波·特拉维西和费迪南多·特拉维西设计，于2014年祝圣。
祭坛后面是三联画十字架，由安德烈亚·马斯特罗维托在多层玻璃上绘制。在画面中心，十字架的脚下，是一只孔雀。在右侧的画面中，若望二十三世安慰哀痛的人。墙壁上是斯特凡诺·阿里恩蒂的单色壁画，寓意绿树成荫的森林。艺术家费拉罗·弗雷斯根据漢斯·梅姆林的绘画，创作了一幅苦路。